# Arleigh Burke
Arleigh Albert Burke (Boulder, 19 de outubro de 1901 – Bethesda, 1 de janeiro de 1996)  foi um almirante da Marinha dos Estados Unidos, que se distinguiu durante a Segunda Guerra Mundial e da Guerra da Coreia, que também serviu como Chefe de Operações Navais durante a presidência de Dwight D. Eisenhower e John F. Kennedy.
Em sua homenagem, o contratorpedeiro USS Arleigh Burke (DDG-51), líder de sua classe, recebeu seu nome. Sua cerimônia de lançamento aconteceu ainda durante sua vida.